# The Taint
Pour plus de détails, voir Fiche technique et Distribution.
The Taint est un film muet américain, réalisé par Sidney Olcott pour Sid Films avec Valentine Grant comme vedette, sorti aux États-Unis en 1915.

## Fiche technique
- Réalisation : Sidney Olcott
- Scénario : Pearl Gaddis
- Production : Sid Films
- Distribution : Lubin
- Longueur : 3 bobines
- Date de sortie : 
  - États-Unis 1er décembre 1915 (New York)
- Credits: written and produced by Sidney Olcott Lublin Mfg Co (Pearl Gaddis, author) 23 nov 15; LP7026

## Distribution
- Valentine Grant :  Mabel Stuart
- James Vincent : Arthur Easton
- Pat O'Malley : Bert Stuart
- Roy Sheldon : Frank Board

## Anecdotes
Le film a été tourné en Floride.